# Atympanum comainensis
Atympanum comainensis är en insektsart som först beskrevs av Liu, Jupeng 1981.  Atympanum comainensis ingår i släktet Atympanum och familjen gräshoppor. Inga underarter finns listade i Catalogue of Life.